# Malaxis boninensis
Malaxis boninensis là một loài thực vật có hoa trong họ Lan. Loài này được (Koidz.) K.Nackej. mô tả khoa học đầu tiên năm 1975.